# HD 57593
HD 57593 è una stella binaria di magnitudine 5,98 situata nella costellazione del Cane Maggiore. Dista 1802 anni luce dal sistema solare.

## Osservazione
Si tratta di una stella situata nell'emisfero celeste australe; grazie alla sua posizione non fortemente australe, può essere osservata dalla gran parte delle regioni della Terra, sebbene gli osservatori dell'emisfero sud siano più avvantaggiati. Nei pressi dell'Antartide appare circumpolare, mentre resta sempre invisibile solo in prossimità del circolo polare artico. La sua magnitudine pari a 6 la pone al limite della visibilità ad occhio nudo, pertanto per essere osservata senza l'ausilio di strumenti occorre un cielo limpido e possibilmente senza Luna.
Il periodo migliore per la sua osservazione nel cielo serale ricade nei mesi compresi fra dicembre e maggio; nell'emisfero sud è visibile anche all'inizio dell'inverno, grazie alla declinazione australe della stella, mentre nell'emisfero nord può essere osservata limitatamente durante i mesi della tarda estate boreale.

## Caratteristiche fisiche
La stella è una bianco-azzurra nella sequenza principale; possiede una magnitudine assoluta di -2,73 e la sua velocità radiale positiva indica che la stella si sta allontanando dal sistema solare.
HD 57593 è un sistema stellare e una variabile Algol. La principale è formata da due stelle a breve distanza fra loro e che si eclissano a vicenda ogni 24,6 giorni, provocando un calo della magnitudine da 5,99 a 6,25. La componente B, di magnitudine 13,0, si trova invece a 8,8 secondi d'arco da A e con angolo di posizione di 217 gradi.